# Rudolf Ramek
Rudolf Ramek (12. dubna 1881, Těšín – 24. července 1941, Vídeň) byl rakouský právník, politik a kancléř.
Po absolvování německého gymnázia v Těšíně byl studentem práv ve Vídni. Následně působil na soudě v Těšíně, od roku 1913 byl advokátem v Salcburku.
Byl členem Křesťansko-sociální strany. V letech 1920–1934 byl poslancem Národní rady. Od 20. listopadu 1924 do 20. října 1926 zastával úřad rakouského spolkového kancléře.
Je pohřben v Salcburku.